# 55735 Magdeburg
55735 Magdeburg este un asteroid din centura principală de asteroizi.

## Descriere
55735 Magdeburg este un asteroid din centura principală de asteroizi. A fost descoperit pe 22 august 1987 la Tautenburg de Freimut Börngen. Asteroidul prezintă o orbită caracterizată de o semiaxă mare de 2,62 ua, o excentricitate de 0,28 și o înclinație de 11,0° în raport cu ecliptica.